# Ларш, Франсуа Рауль
Франсуа Рауль Ларш (фр. François-Raoul Larche; 22 октября 1860[…], Сент-Андре-де-Кюбзак — 3 июня 1912, XV округ Парижа) — французский скульптор, представитель стиля модерн.

## Биография
Родился в 1860 году в городке Сент-Андре-де-Кюбзак (департамент Жиронда) в семье скульптора-декоратора и столяра-краснодеревщика Гийома Ларша, и его жены Терезы Лансад. Брат художника, Эдуар Ларш, в дальнейшем стал архитектором.
Образование получил в Париже: сперва в Национальной школе декоративных искусств, а затем — в Высшей школе изящных искусств, где его учителями были скульпторы Франсуа Жуффруа, Огюст Дюмон, Александр Фальгьер и Эжен Делапланш, а также художник Жан Леон Жером.
В 1884 году дебютировал на Салоне французских художников, и с тех пор регулярно выставлялся там вплоть до 1911 года. В 1886 году получил Римскую премию второй степени в области скульптуры за работу «Товий, вытаскивающий рыбу из воды». В 1890 году получил медаль Салона французских художников третьей степени, в 1893 году — первой степени. На Всемирной выставке 1900 года в Париже Ларш получил золотую медаль, а на Всемирной выставке 1910 года в Брюссель — почётное упоминание.
Ларш много работал в сфере декоративно-прикладного искусства. Бронзовые вазы, люстры, светильники, чаши, созданные по эскизам Ларша, производились парижскими  литейными мастерскими и пользовались устойчивым спросом среди покупателей. Важным заказчиком была для Ларша католическая церковь: так, им были созданы статуя Жанны д’Арк для приходской церкви парижского пригорода Ганьи, статуя святого Антуана (Антония Великого) для одной из церквей Парижа, и другие.
Ларш работал с мрамором и бронзой; создавал как большие, так и кабинетные скульптуры, памятники, скульптурное обрамление для фонтанов. Творческая манера Ларша была созвучна веяниям модерна, а пик популярности скульптора пришёлся на 1900-е годы. В этот период он был членом жюри Салона французских художников, членом комитета Общества французских художников, членом (медального?) жюри Высшей школы изящных искусств. В 1910 году был удостоен офицерской степени ордена Почётного легиона (ранее уже являлся его кавалером).
Ларш владел мастерской на парижской улице Морне и домом в Куброне (департамент Сена и Уаза; дом сохранился).
В 1912 году Ларш попал под машину и в тот же вечер скончался. Его похоронили в Куброне, установив на могиле одну из его статуй. В Ратушном парке города Куброна Ларшу был установлен памятник. Его именем названы ратушная площадь в родном городке Сент-Андре-де-Кюбзак, а также улицы в Куброне и Сен-Медар-ан-Жалле. В 1920 году в Париже в Большом дворце (Гран-пале) состоялась персональная выставка работ скульптора.
Вдова Ларша подарила большую коллекцию работ скульптора Музею истории изящных искусств Бордо, в экспозиции которого для его работ был создан отдельный зал. Однако, к началу 1930-х годов музейные хранители сочли, что стиль модерн более не интересен публике, что, в результате, привело к закрытию зала. В 1937 году парижский аукционный дом «Друо» провёл финальную распродажу работ Ларша, хранившихся до того момента в его мастерской.
После этого о скульпторе забыли на долгое время.

## Галерея

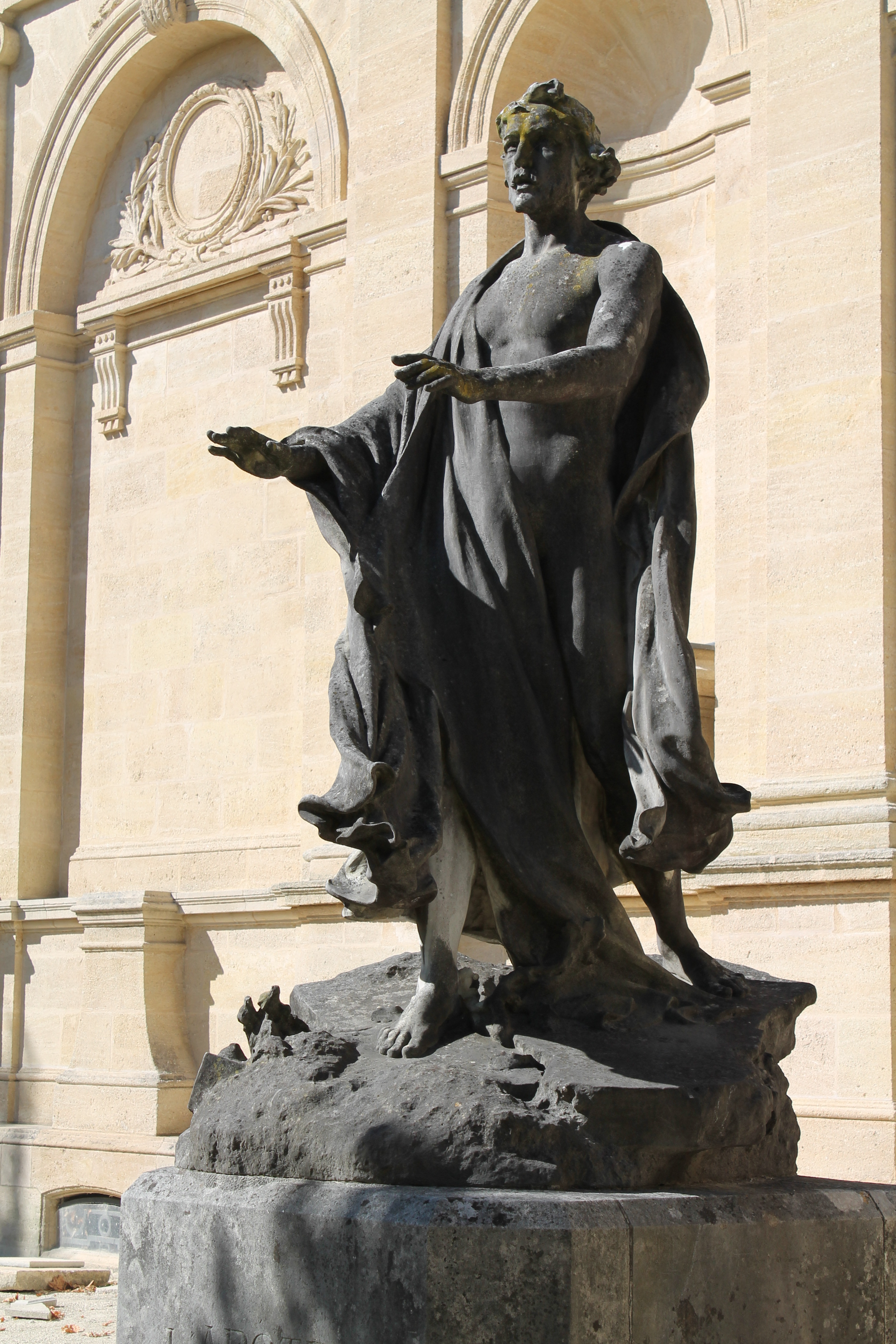
Апостол (1889), Музей изящных искусств Бордо.
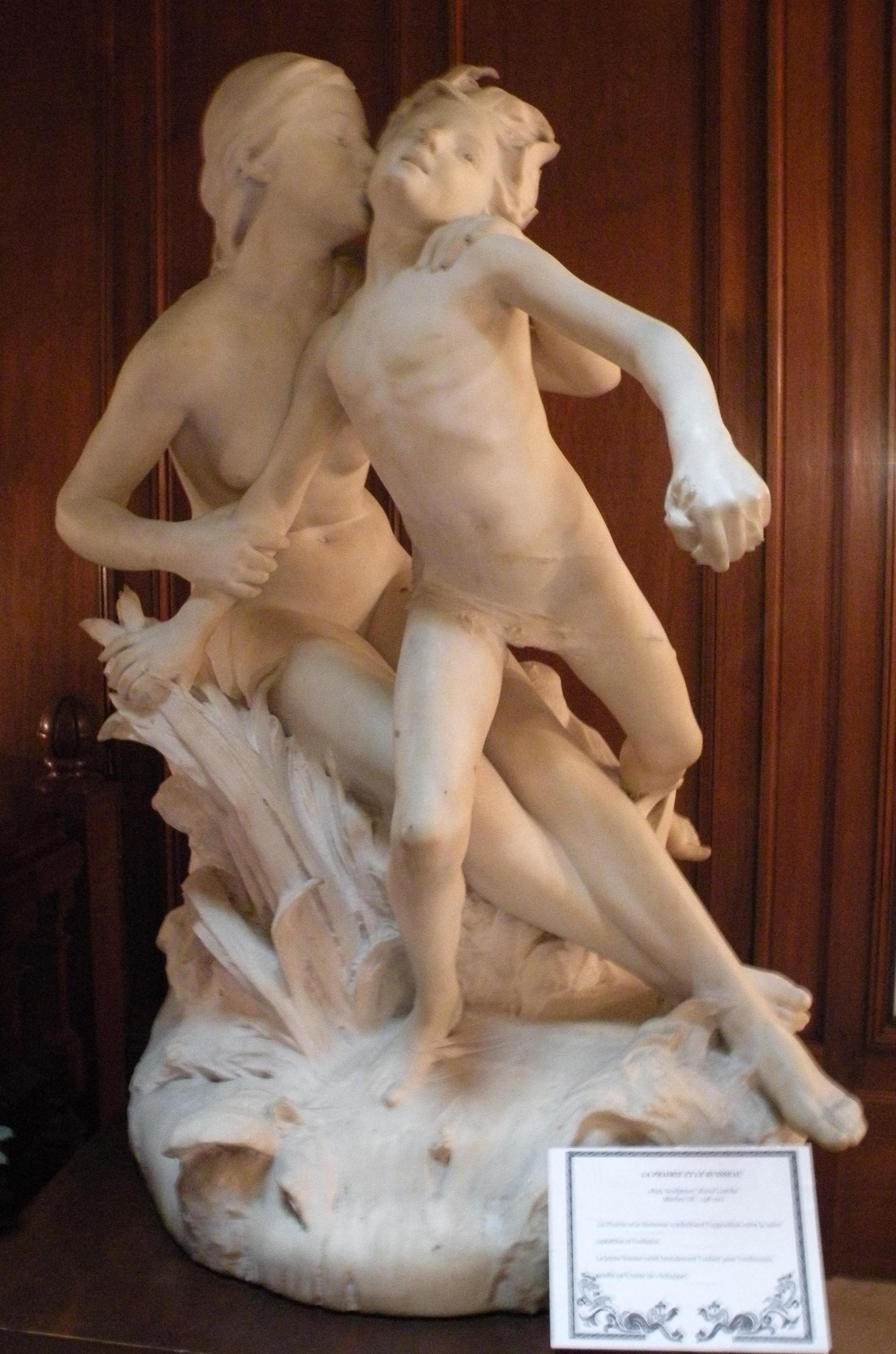
Луг и Лучей (1893), Здание Сената Франции, Париж
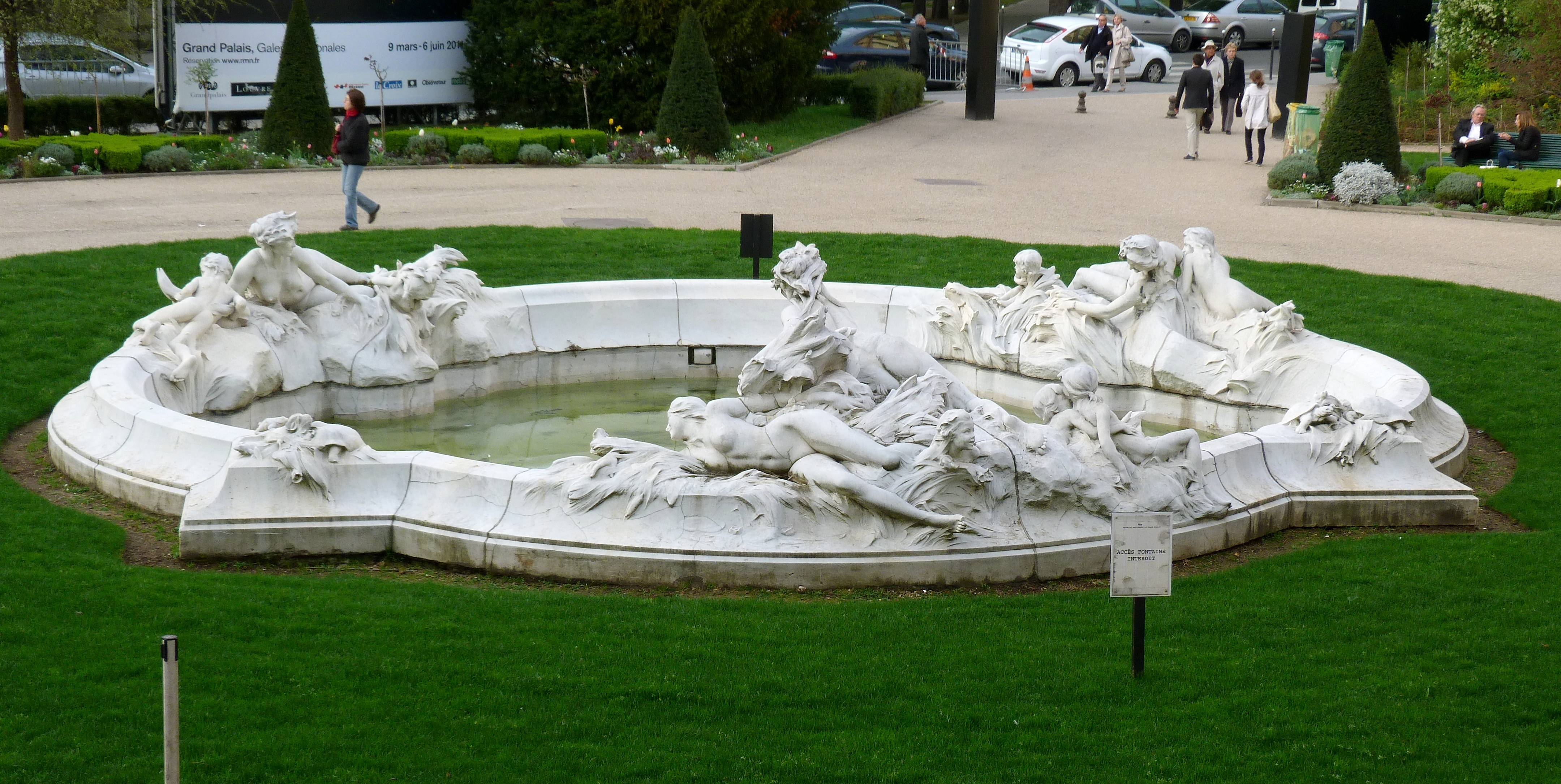
Сена и её притоки (1910), фонтан, Париж.
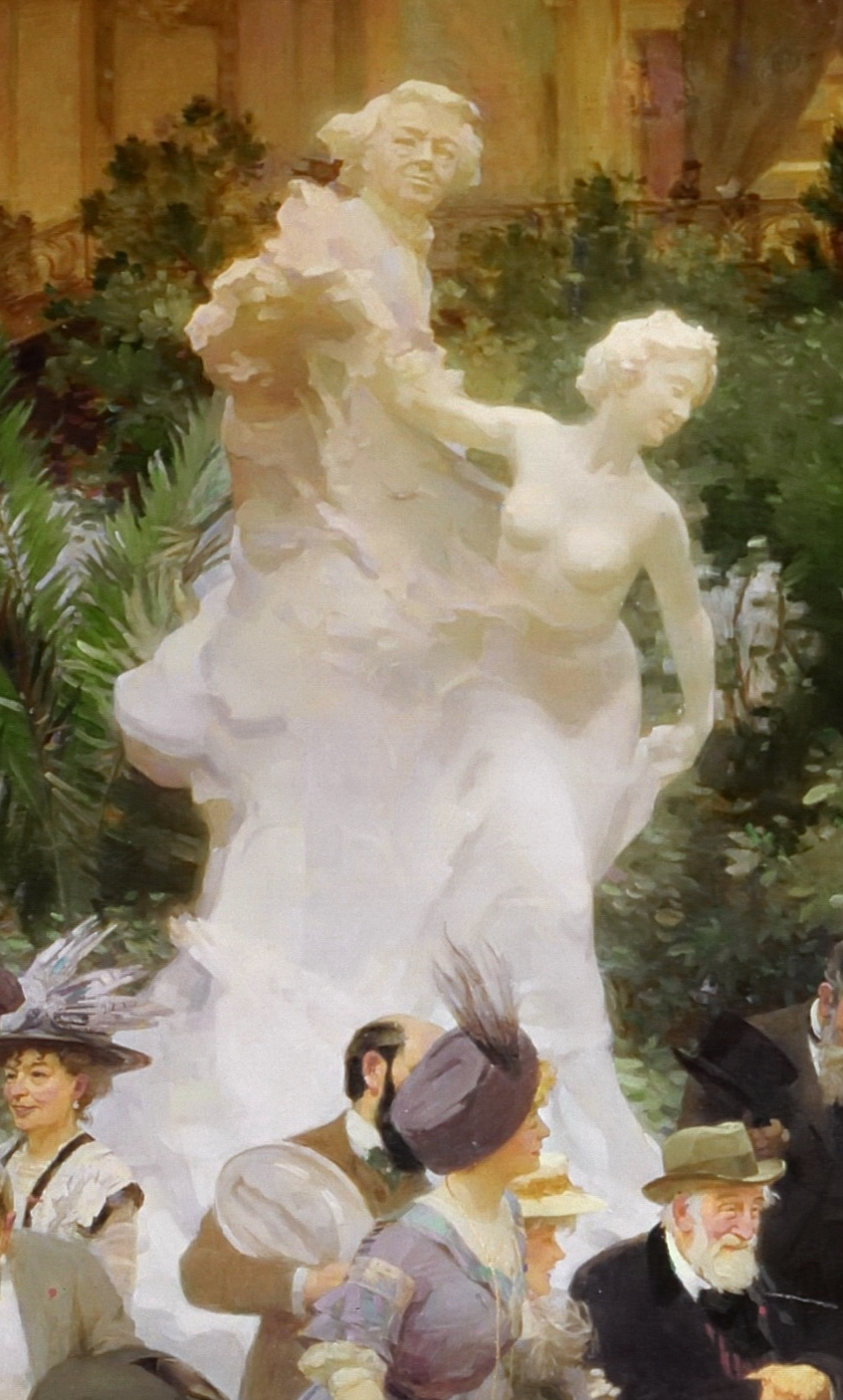
Модель памятника Коро работы Ларша на картине Жюля Александра Грюна «Пятница в Салоне французских художников» (1911)
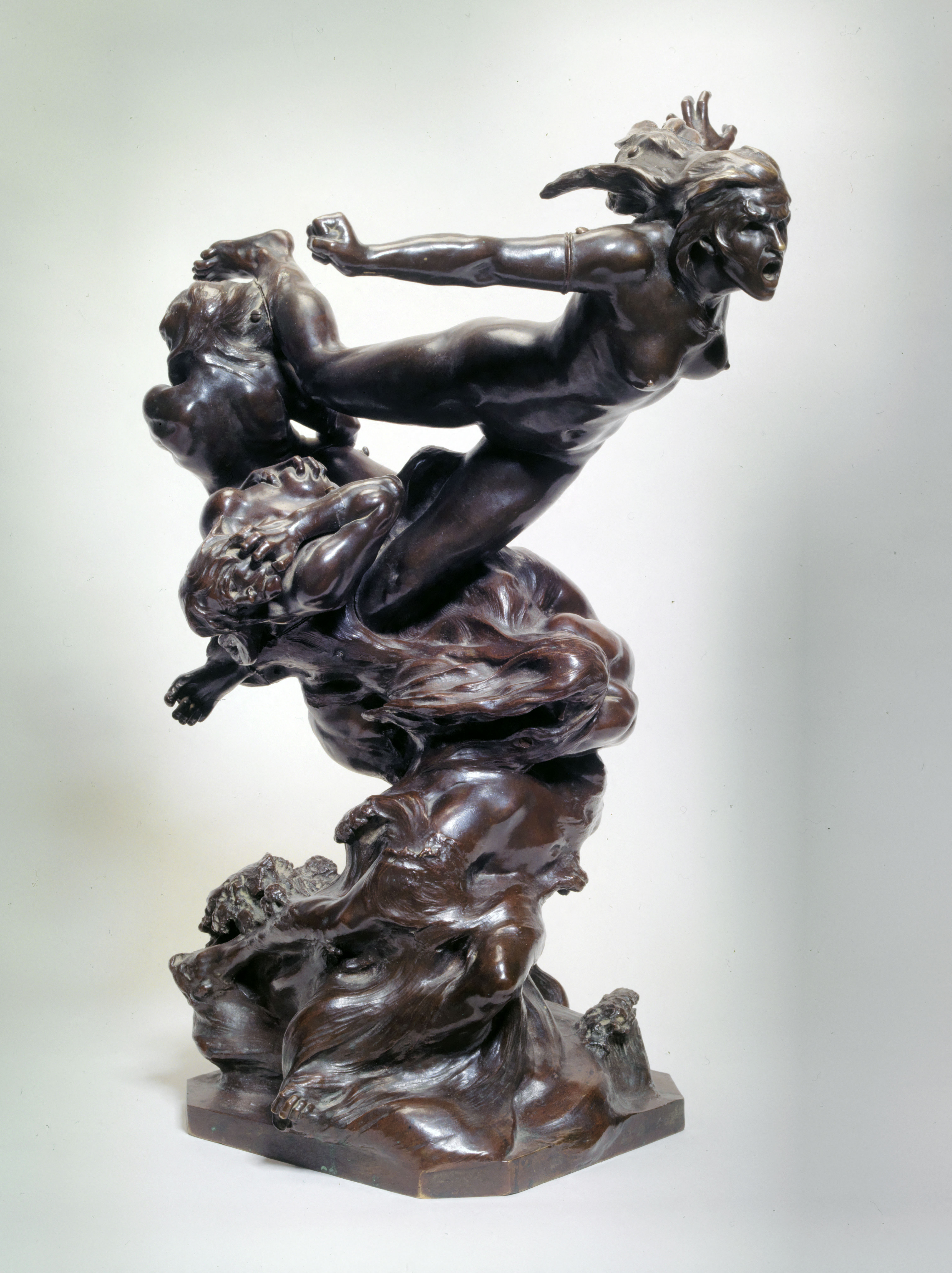
Буря и облака
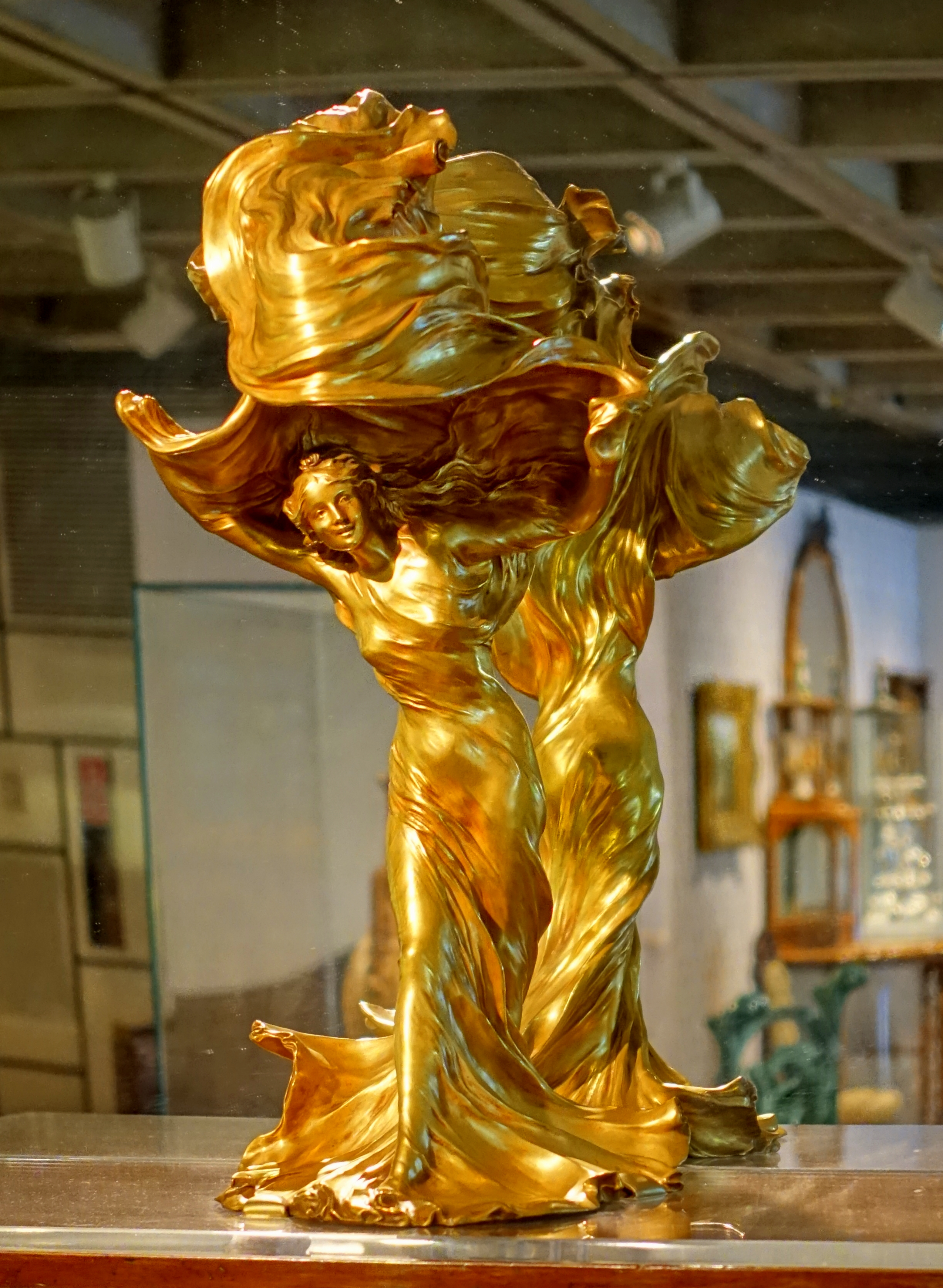
Настольная лампа (по модели Ларша)
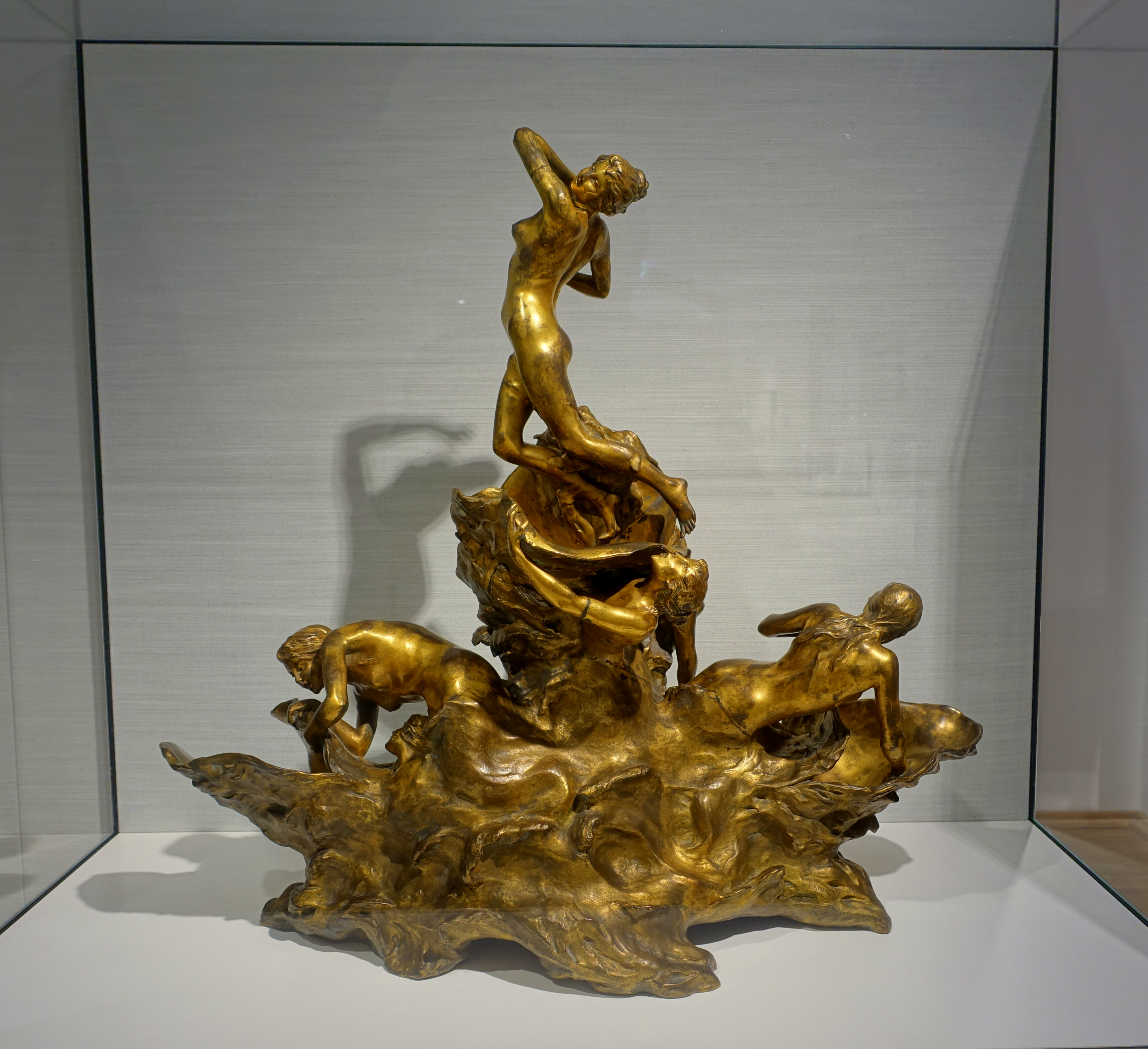
Образец кабинетной бронзы
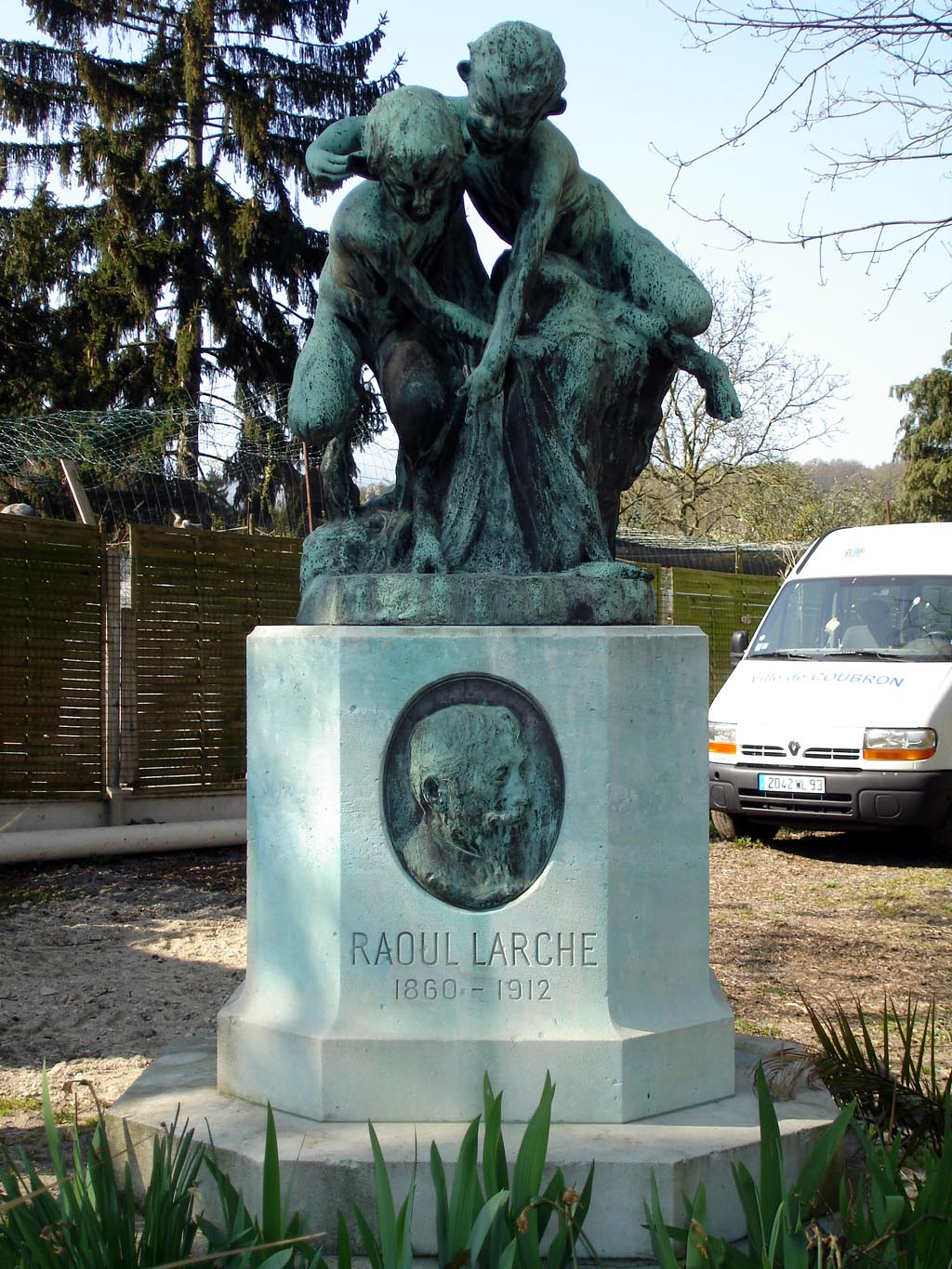
Памятник Раулю Ларшу в Куброне, украшенный его же скульптурной группой «Фавны»